# فيرنس دياك

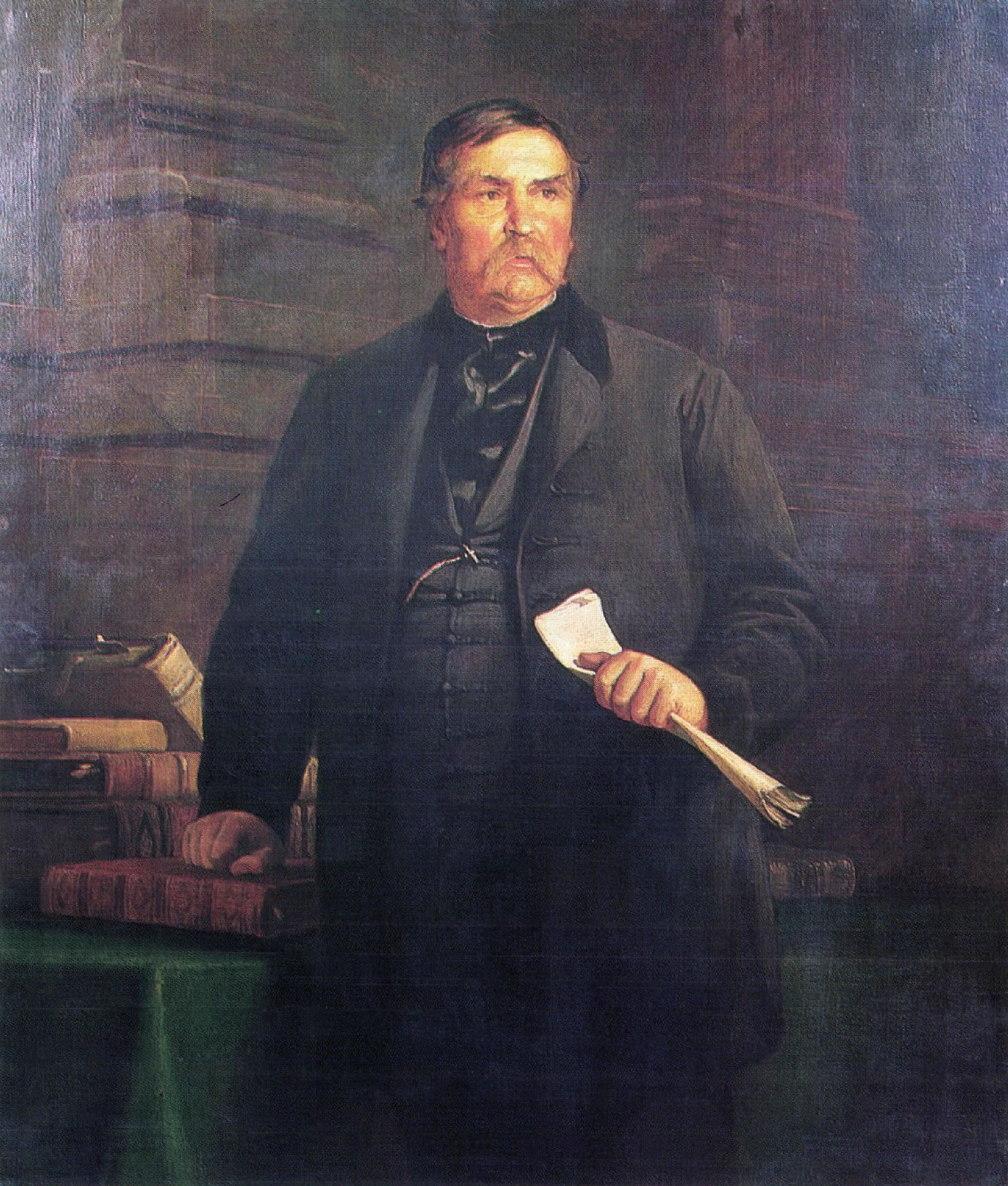
فيرنس دياك (1869)

فيرنس دياك (Ferenc Deák؛ 17 أكتوبر 1803 - 28 يناير 1876) رجل دولة مجري وزير العدل. كان يعرف باسم «الرجل الحكيم للأمة».
ولد في شويتر في مقاطعة زالا، في جنوب غرب المجر، ينتمي فيرنس دياك إلى عائلة نبيلة القديمة. درس القانون، وأصبح تباعا داعية وكاتب العدل. ذهب أولا إلى عالم السياسة في عام 1833 عندما حضر الجمعية من برسبورغ (الآن براتيسلافا) كبديل لأخيه الأكبر، بداية حياته المهنية التي من شأنها أن تجعل منه واحدا من أهم الشخصيات في السياسة المجرية وإصلاحات أربعينات القرن التاسع عشر. أصبح اسمه معروفا نتيجة لتورطه في الدعوى من ميكلوش فيشليني ونجاحه في إعلان الحق في الجمعية المجرية لخلق القوانين.

## روابط خارجية
- فيرنس دياك على موقع الموسوعة البريطانية (الإنجليزية)
- فيرنس دياك على موقع إن إن دي بي (الإنجليزية)